# Синешапочный благородный попугай
Синешапочный благородный попугай (лат. Tanygnathus lucionensis) — вид птиц из рода благородных попугаев (Tanygnathus) семейства Psittaculidae. Эндемик Филиппин.

## Таксономия
В 1760 году французский зоолог Матюрен Жак Бриссон включил описание будущего вида Tanygnathus lucionensis в свою «Орнитологию», основываясь на экземпляре, собранном на острове Лусон на Филиппинах. Он использовал французское название Le perroquet de l’Isle de Luçon и латинское название Psittacus lucionensis. Хотя Бриссон придумал латинские названия, они не соответствуют биномиальной системе и не признаны Международной комиссией по зоологической номенклатуре. Когда в 1766 году шведский натуралист Карл Линней обновил свою «Систему природы» для двенадцатого издания, он добавил 240 видов, которые ранее были описаны Бриссоном. Одним из них был и этот вид. Линней дал краткое описание, использовал биномиальное название Psittacus lucionensis и процитировал работу Бриссона. Видовое название lucionensis происходит от острова Лусон на Филиппинах. Этот вид теперь отнесен к роду Tanygnathus, который был описан немецким натуралистом Иоганном Ваглером в 1832 году.
Выделяют четыре подвида:
- T. l. lucionensis: Лусон и Миндоро.
- T. l. hybridus: острова Полилло. Синее пятно на темени менее обширное, с фиолетовым оттенком. Более насыщенный зеленый цвет на крыльях.
- T. l. salvadorii: Остальная часть Филиппин.
- T. l. talautensis: Талауд.

## Описание
Длина тела 31 см, масса 148—230 г. Окраска преимущественно зеленая. У представителей номинативного подвида темя, затылок, плечи и надхвостье голубоватые. Кроющие перья крыльев чёрные с оранжево-коричневыми краями, нижние кроющие перья хвоста желтоватые. Клюв большой и красный. Радужка желтая, лапы серые. Половой диморфизм не выражен. У молодых птиц голубой оттенок на голове менее выражен, покровные перья крыльев бледно-заленые. Представители разных подвидов несколько отличаются по окраске.

## Распространение и экология
Этот вид широко распространен на Филиппинах, включая острова Талауд и острова к северу и востоку от Борнео (с интродуцированной популяцией на самом Борнео, например, в Кота-Кинабалу). Встречается во вторичных лесах, на опушках и в насаждениях на высоте до 1000 м. Размер стаи обычно не более 12 особей. Tanygnathus lucionensis питается манго, ягодами, семенами, орехами и зернами. Гнездится в дуплах деревьев.

## Угрозы и охрана
Вид считается близким к уязвимому положению. Утрата среды обитания и отлов сделали этот вид редким на большинстве островов, за исключением Миндоро и Палавана. Фонд Катала выразил обеспокоенность по поводу растущей незаконной торговли этой птицей на Палаване.